# Sidi Ali (Maroc)
 (août 2022).
Si vous disposez d'ouvrages ou d'articles de référence ou si vous connaissez des sites web de qualité traitant du thème abordé ici, merci de compléter l'article en donnant les références utiles à sa vérifiabilité et en les liant à la section « Notes et références ».
Pour les articles homonymes, voir Sidi Ali.
Sidi Ali (en amazigh : ⵜⴰⴼⵔⴰⵡⵜ ⵙⵉⴷⵉ ⴰⵍⵉ, en arabe : تافراوت سيدي علي) est une commune rurale marocaine de la province d'Errachidia, dans la région de Drâa-Tafilalet (en amazigh : ⵜⴰⵎⵏⴰⴹⵜ ⵏ ⴹⵕⴰ - ⵜⴰⴼⵉⵍⴰⵍⵜ, en arabe : درعة - تافيلالت). Elle a une population totale de 2 162 habitants en 2014.